# هيلينا إنغلمان
هيلينا إنغلمان (بالألمانية: Helene Engelmann)‏ (و. 1898 – 1985 م) هي متزلجة فنية نمساوية، ولدت في فيينا، شاركت في تزلج فني على الجليد في الألعاب الأولمبية الشتوية 1924 – مزدوج ‏، توفيت في هلسنكي، عن عمر يناهز 87 عاماً.

## روابط خارجية
- هيلينا إنغلمان على موقع اللجنة الأولمبية الدولية (الإنجليزية)
- هيلينا إنغلمان على موقع أوليمبيديا (الإنجليزية)